# Wood Type Revival (Adobe)

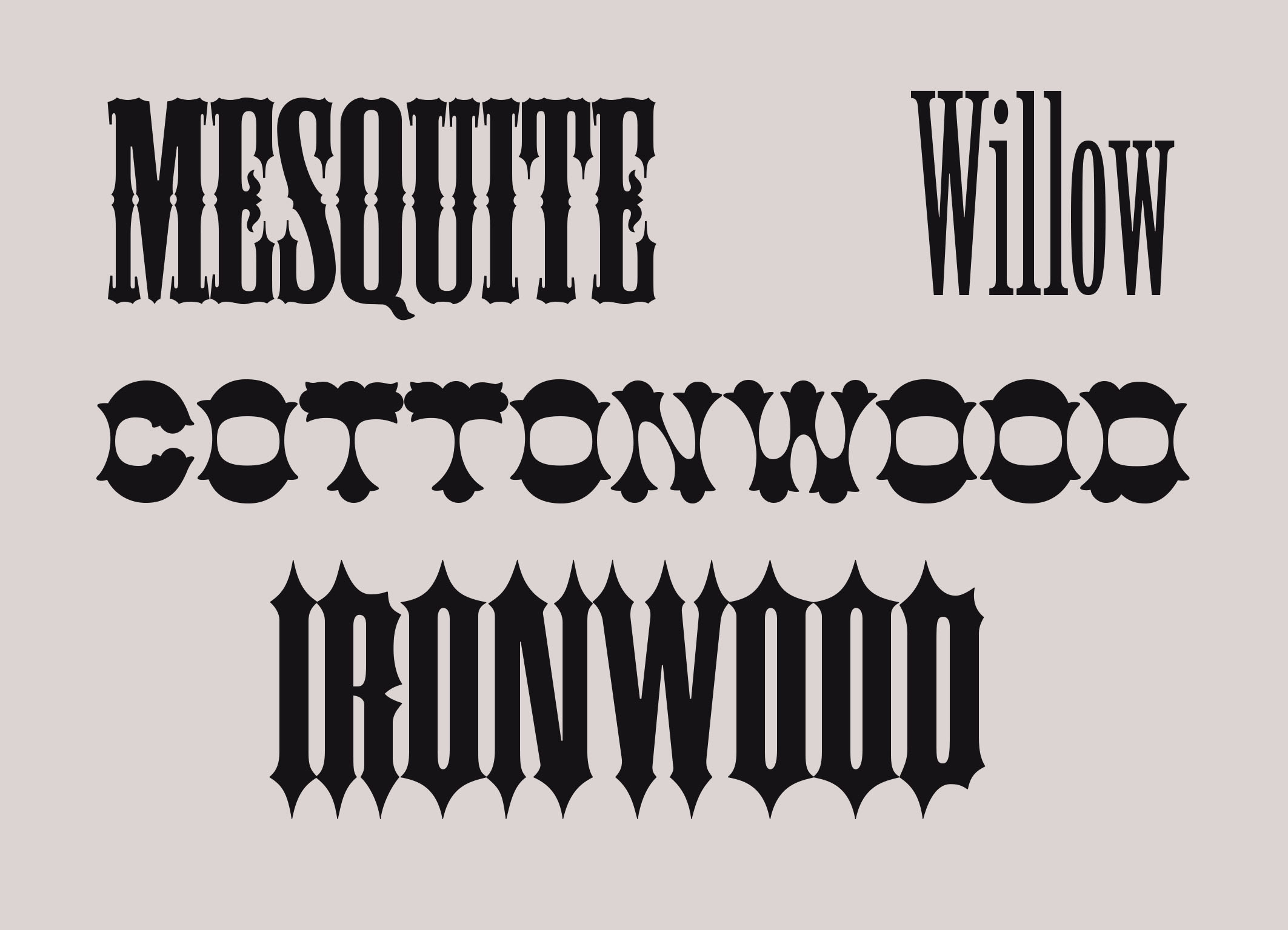
Mesquite, Willow, Cottonwood und Ironwood

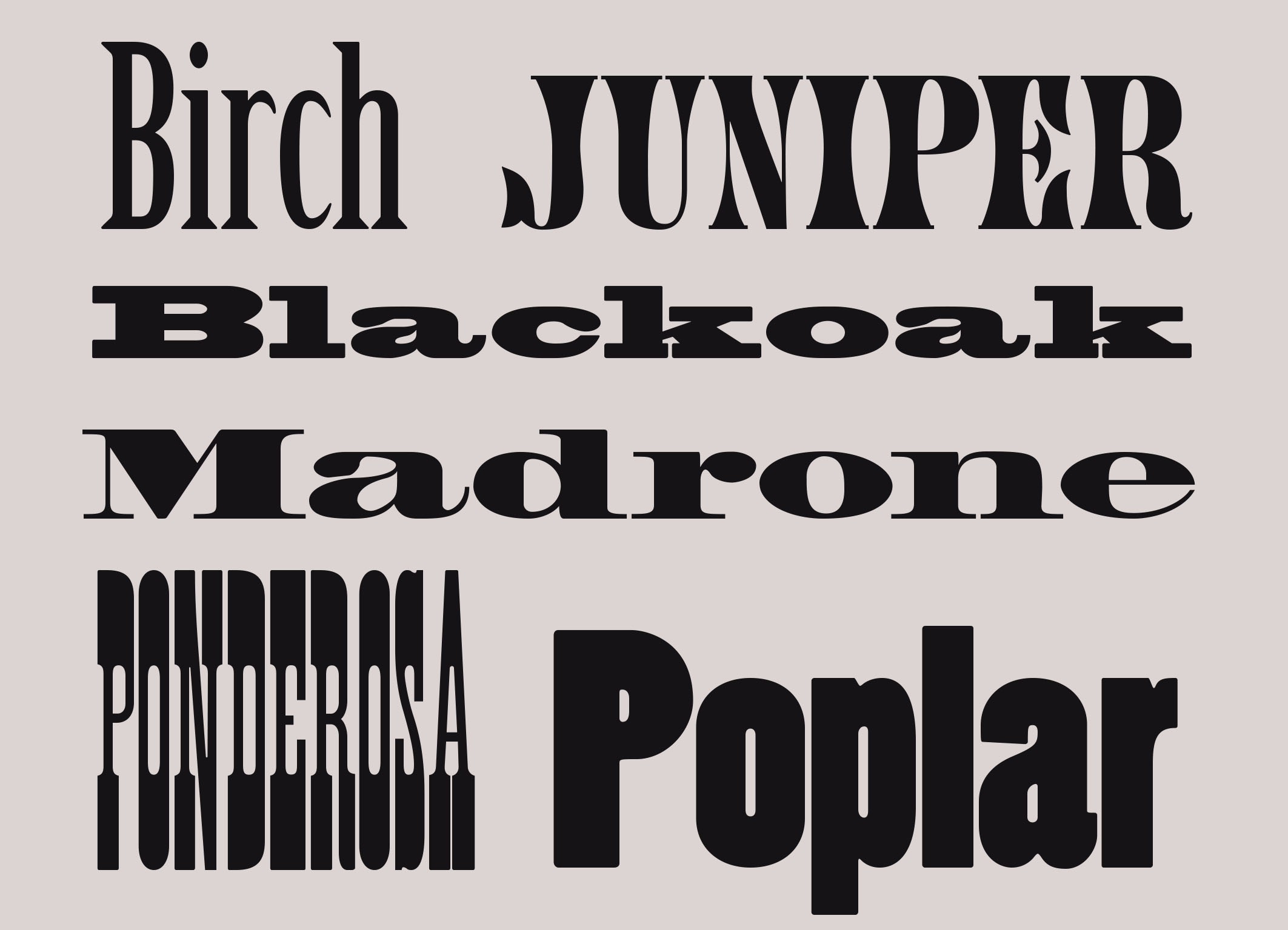
Birch, Juniper, Blackoak, Madrone, Ponderosa und Poplar

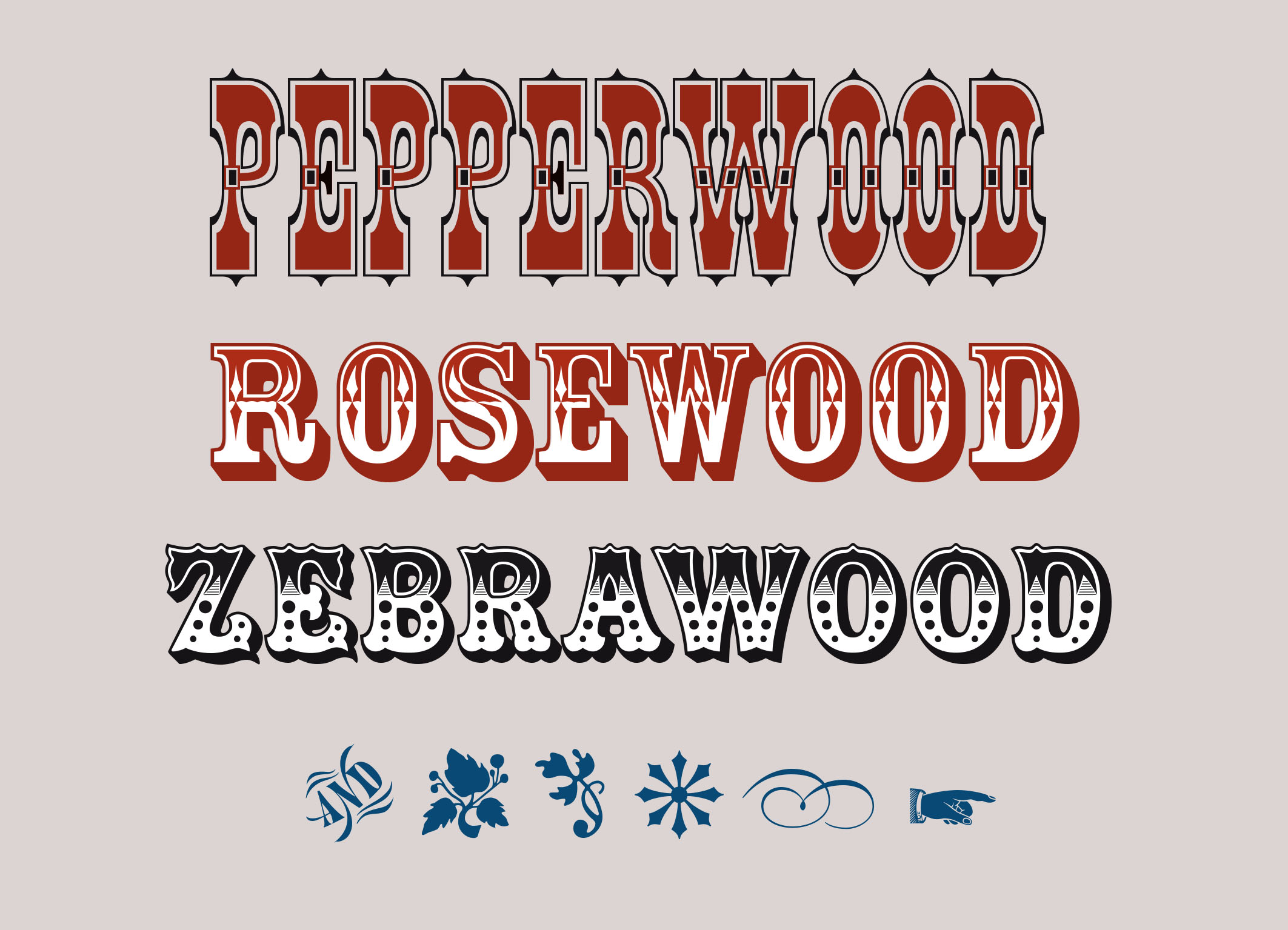
Die drei Layer-Fonts Pepperwood, Rosewood und Zebrawood. Unten: der Symbolzeichensatz Adobe Wood Type

Wood Type Revival ist die Bezeichnung für eine Kollektion von insgesamt vierzehn Digitalfonts, welche der kalifornische Softwarehersteller Adobe Anfang der 1990er Jahre auf den Markt brachte. Die Schriften innerhalb der Kollektion basieren auf historischen Vorlagen aus dem 19. Jahrhundert und wurden in Abstimmung mit Mustervorlagen aus der Smithsonian Institution erstellt. An dem – als Teilprojekt innerhalb der Schriftbibliothek Adobe Originals fungierenden – Projekt waren unterschiedliche Designer beteiligt. Bekannte Schriften aus der Wood Type Revival-Sammlung sind unter anderem Blackoak, Madrone, Poplar sowie die Layer-Fonts Rosewood, Zebrawood und Pepperwood.

## Entstehung
Die Edition Wood Type Revival war ein Teilprojekt innerhalb der von Adobe anvisierten Bestrebung, die von der Firma entwickelte PostScript-Technologie mit einem eigenen Bestand an Digitalschriften zu flankieren. Ergänzend zu der Lizenznahme von Schriften anderer Hersteller wie zum Beispiel Linotype oder Monotype begann die Adobe-Schriftabteilung unter der Leitung von Sumner Stone (ab Mitte der 1990er dann: Robert Slimbach) mit dem Aufbau einer eigenen Schriftbilbliothek, den Adobe Originals. Zunächst konzipiert für die Entwicklung hochwertiger Premium-Schriften, weitete sich die Palette der unter dem Label Adobe Originals auf den Markt gebrachten Schriften zunehmend aus – eine Priorisierung, die innerhalb der Schriftentwicklungs-Abteilung nicht unumstritten war. Neben der Edition Wood Type Revival fasste Adobe weitere Schriftgruppen zu editionsähnlichen Unterreihen zusammen – so etwa eine mit Schreib- und Casual-Schriften, eine mit Klassikern aus dem Bereich Akzidenzsatz, eine mit verspielten Zier- und Spaßschriften und eine mit Nachempfindungen der Bauhaus-Typografie.
Die insgesamt vierzehn Schriften der Reihe Wood Type Revival entstanden Anfang der 1990er Jahre. Gestalterische Grundlage war eine Reihe amerikanischer Holzschriften-Designs aus einer Sammlung des Drucker und Pädagogen Rob Kelly. Unter der Leitung der Adobe-Designer Carol Twombly und Fred Brady setzte eine Gruppe freier Typedesigner die historischen Vorlagen in digitale Schriften um. Die Originalreihe beinhaltet – durchgegliedert von B bis Z – folgende Schriften:
- Birch von Kim Buker Chansler
- Blackoak von Joy Redick
- Cottonwood von Barbara Lind, Joy Redick und Kim Buker Chansler
- Ironwood von Joy Redick
- Juniper von Joy Redick
- Madrone von Barbara Lind
- Mesquite von Joy Redick
- Pepperwood von Carl Crossgrove, Carol Twombly und Kim Buker Chansler
- Ponderosa von Kim Buker Chansler
- Poplar von Barbara Lind
- Rosewood von Carl Crossgrove, Carol Twombly und Kim Buker Chansler
- Willow by Joy Redick
- Wood Type Ornaments von Barbara Lind und Joy Redick
- Zebrawood von Carl Crossgrove, Carol Twombly und Kim Buker Chansler

## Alleinstellungsmerkmale
Stilistisch umfasst die Edition Wood Type Revival ein recht breites Sortiment. Blackoak und Madrone sind klassische Plakatschriften im Egyptienne- und Fat-Face-Stil und warten mit einer extremen Zeichenbreite auf. Juniper, Ponderosa, Birch und Willow decken, zum Teil deutlich schmallaufend zugerichtet, das zeitgenössische Spektrum an Toscanienne-, Italienne- und Wildwest-Schriften ab. Die Poplar wiederum ist eine serifenlose Schrift. Die Juniper basiert historisch auf einen frühen, von der Gießerei Vanderburgh Wells & Co. vertriebenen Art-Nouveau-Type aus dem Jahr 1878. Mit ähnlichen Referenzen wartet auch der Rest auf: Latin Condensed (1879; Birch), Antique Extended (1838, Blackoak), Antique Tuscan (Mesquite), French Clarendon (Ponderosa), und so weiter.
Mit besonderen Merkmalen warten die drei Layer-Schriften innerhalb der Reihe auf – Rosewood, Zebrawood und Pepperwood. Auch sie basieren auf historischen Vorlagen – die Zebrawood beispielsweise auf einer auch unter dem Namen Carnival bekannten Schrift. Das Aufsplitten in einem normalen Font mit der Zierschrift-Outline und einem zusätzlichen Schnitt für den Innenbereich ermöglichte das Arbeiten mit unterschiedlichen, als Layer übereinandergelegten Farbzuweisungen. Eine weitere Besonderheit innerhalb der Reihe ist der Symbol-Zeichenfont Wood Type Ornaments. Anstelle normaler Buchstaben und Zeichen enthält er Zier-Symbole der Art, wie sie im 19. Jahrhundert typischerweise zum Einsatz kamen.

## Umfeld und vergleichbare Schrift-Etitionen
Als Projekt beziehungsweise Edition ist die Schriftreihe Wood Type Revival vergleichbar mit dem von Linotype Anfang der 1990er Jahre gestarteten Projekt Type before Gutenberg, einer Sammlung von gebrochenen, mittelalterlichen sowie vor-mittelalterlichen Schriften. Mit Blick auf den expandierenden Digitalschriften-Markt Anfang und Mitte der 1990er offerierte die mit diesen Reihen verbundene Heraushebung eine Art Qualitäts-Gütesiegel; zusätzlich stellten sie Schrifttypen in einem Segment zur Verfügung, in dem der Bedarf weiter anstieg: dem einfacher Schriften für Schmuck sowie alltägliche oder festliche Hervorhebungen. Als Label ist Wood Type Revival eine eher informelle als offizielle Kategorie. Mit ähnlichen Bezeichnungen sowie programmatischem Inhalt sind – teils unter dem Dach des von Adobe zur Verfügung gestellten Schriftsortiments – unterschiedliche Reihen zusammengefasst. In die Richtung Woodtypes beziehungsweise Auszeichnungsschriften aus dem 19. Jahrhundert geht beispielsweise die Reihe Hamilton Wood Type Collection sowie die von einem Anbieter namens Wood Type Revival verlegten Schriften – beide präsent auch innerhalb der Adobe-Schriftbibliothek.
Abgedeckt wird das Spektrum schließlich auch von entsprechend spezialisierten Independent-Schriftherstellern.
Obwohl es mittlerweile ein breites Angebot von Digitalschriften gibt, die auf historischen Vorbildern des 19. Jahrhunderts basieren, genießen einige Schriften der originalen Adobe-Reihe eine überdurchschnittliche Popularität im zeitgenössischen Grafikdesign. Für die von Adobe-Schriftdesignerin Carol Twombly mitgestaltete Layer-Schrift Rosewood etwa führte die Typdesign-Archivseite Fonts in Use Anfang 2024 die – für historisierende Displayfonts eher ungewöhnliche – Menge von acht Verwendungsbeispiele auf.